# Pseudanthias lori
Pseudanthias lori är en fiskart som först beskrevs av Lubbock och Randall, 1976.  Pseudanthias lori ingår i släktet Pseudanthias och familjen havsabborrfiskar. Inga underarter finns listade i Catalogue of Life.